# Słobidka-Humenećka
Słobidka-Humenećka (ukr. Слобідка-Гуменецька, pol. hist. Słobódka Humieniecka) – wieś na Ukrainie, w obwodzie chmielnickim, w rejonie kamienieckim.
We wsi znajduje się przystanek kolejowy Cementnyk, położony na linii Chmielnicki – Kelmieńce.

## Historia
W czasach Rzeczypospolitej wieś leżała w województwie podolskim. Odpadła od Polski w wyniku II rozbioru.
W XIX i w początkach XX w. położona była w Rosji, w guberni podolskiej, w powiecie kamienieckim.
Po I wojnie światowej pod administracją polską, w Zarządzie Cywilnym Ziem Wołynia i Frontu Podolskiego, w okręgu podolskim, w powiecie kamienieckim.
W wyniku postanowień traktatu ryskiego znalazła się w granicach Związku Sowieckiego. Od 1991 w niepodległej Ukrainie.